# Nouveau Campus SANAA
Le Nouveau Campus SANAA (en italien : Nouvo Campus SANAA) est un ensemble architectural dans le campus de l'université Bocconi à Milan en Italie.

## Histoire
Le projet de l'ensemble, qui constitue une expansion du campus de l'université Bocconi, est conçu par l'agence d'architecture japonaise SANAA. L'inauguration a eu lieu le 29 novembre 2019 en présence du président de la République italienne Sergio Mattarella.

## Description
L'ensemble comprend la nouvelle résidence Castiglioni, les trois bâtiments (Master, Executive, Office) du nouveau siège de la SDA Bocconi et un complexe sportif doté d'une piscine olympique.

## Galerie d'images

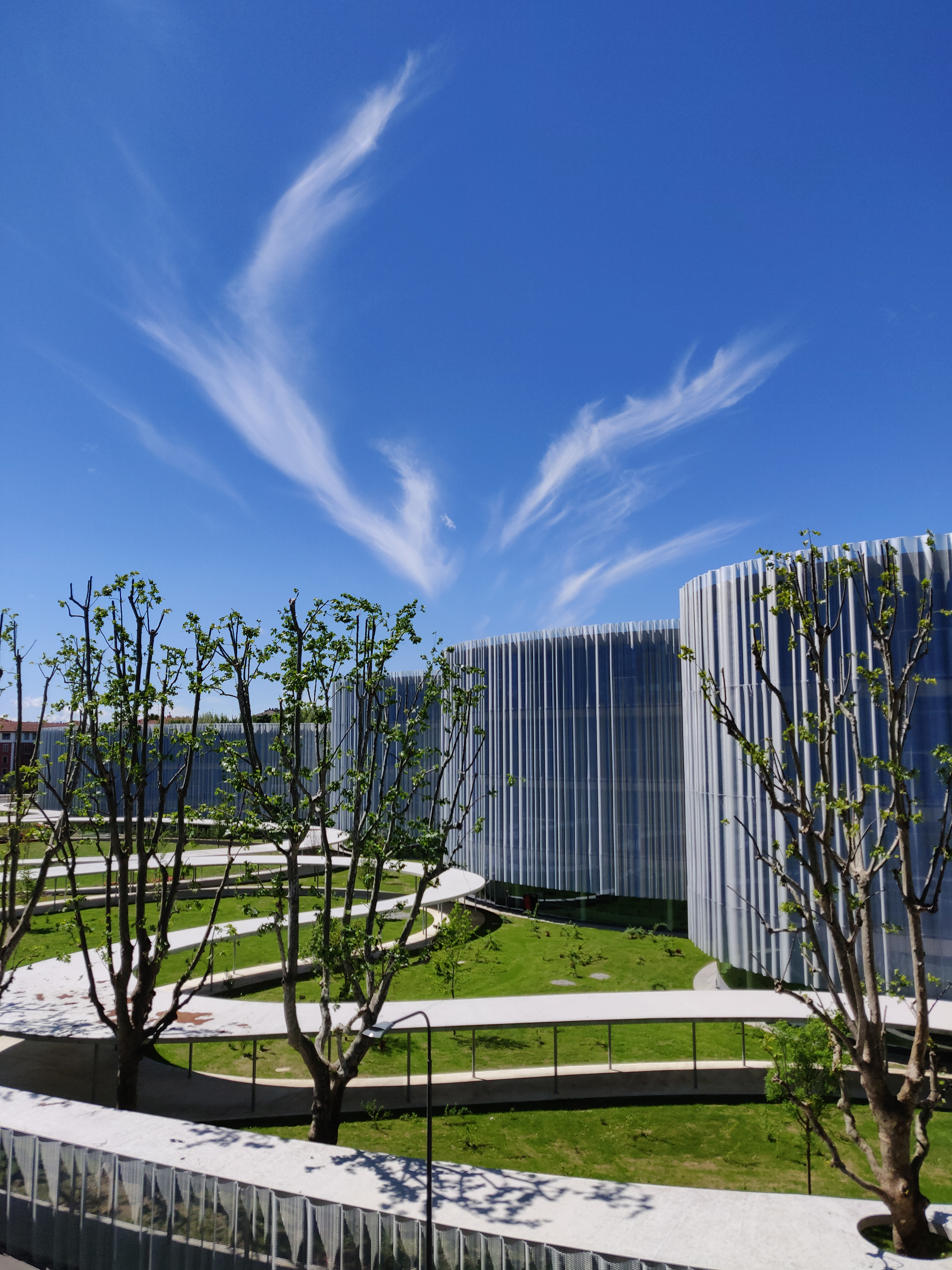
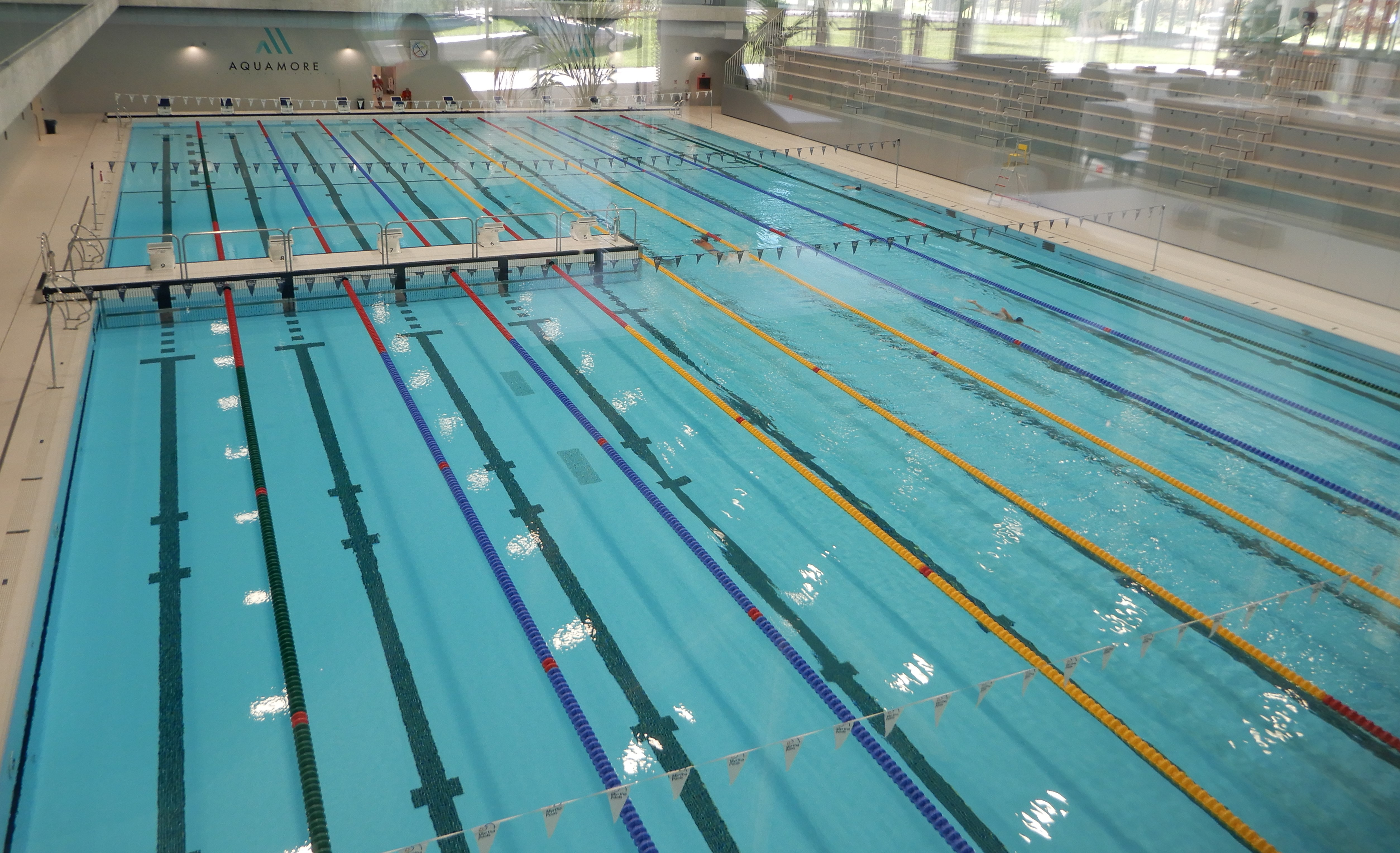